# Zum Kuckuck mit der Liebe
Zum Kuckuck mit der Liebe ist ein deutscher Fernsehfilm von Hajo Gies aus dem Jahr 2012.

## Handlung
Gottlieb Dobisch hatte einst die erste Kuckucksuhrenfabrik Norddeutschlands gegründet. Er verstarb und seine Ehefrau Leonore führte das Unternehmen weiter. Nun, 22 Jahre später, kündigt sich eine Schwarzwälder Delegation an, um die Qualität der Uhren zu testen. Leonore setzt alles daran, endlich das gewünschte Verbandssiegel zu bekommen, was ihrem Mann zeitlebens versagt blieb. Als nach Jahrzehnten dieses ersehnte Ziel in greifbare Nähe rückt, ist der Familienbetrieb in heller Aufregung. Die gesundheitlich angeschlagene Leonore, beauftragt ihre Schwiegertochter Katrin, die mit Anton, dem jüngsten ihrer beiden Söhne, verheiratet ist, sich um die Organisation rund um den Besuch der Delegation vom Kuckucksuhrenverbandes zu kümmern. Auch die Antrittsrede soll sie halten, was ihrer Schwägerin Greta, die auch mit in der Firma arbeitet, gar nicht gefällt.
Doch plötzlich bekommt Katrin Selbstzweifel und Versagensängste und bucht einen Rhetorikkurs in Hamburg. Der befreundete Hausarzt, Dr. Ingo Leuwerik, empfiehlt ihr jedoch, dies heimlich zu tun, um ihre herzkranke Schwiegermutter nicht unnötig zu beunruhigen. Somit wird als Grund der Reise nach Hamburg der Besuch eines Onkels aus Amerika vorgeschoben, der sich mit seiner Nichte treffen möchte.
In Hamburg trifft Katrin ihren Sprachtrainer Hubertus Hobbs an, der allerdings äußerst labil ist und seine privaten Probleme allabendlich mit Alkohol betäubt. Trotz anfänglicher Meinungsverschiedenheiten schläft sie am Ende mit ihm, verlässt daraufhin aber fluchtartig die Großstadt und kehrt zu dem ahnungslosen Lothar zurück. Die Familienidylle ist jedoch getrübt, denn just seit dem Zeitpunkt von Katrins Seitensprung hatte die heimische Rathauskuckucksuhr, die Gottlieb Dobisch vor 30 Jahren der Stadt zum Geschenk gemacht hatte, eine Funktionsstörung. Anton hat nun alle Hände voll zu tun, um das Meisterwerk seines Vaters wieder zum Laufen zu bringen. Katrin hat derweil nicht nur ein schlechtes Gewissen, sondern auch ein Problem, denn Hubertus Hobbs ist ihr nachgereist. Kurzerhand stellt sie den Mann ihrer Familie als ihren Onkel aus Amerika vor. Einzig ihre neidische Schwägerin Greta ist sich sicher, dass dies nicht stimmen kann. Sie hatte ihren Mann Lothar vor Eifersucht auf Katrins Ansehen bei Leonore, beauftragt nach Hamburg zu folgen, um sie auszuspionieren. Aufgrund ihrer Recherche weiß sie, dass Hobbs in Hamburg lebt und Rhetorikkurse gibt. Mit einer List hat sie ihn nun hierher gelockt und hofft, dass er Katrin kompromittiert. Das gelingt jedoch nur zum Teil, denn schon am ersten Abend outet sich Hobbs und gibt an gekommen zu sein, um Katrin weiter zu unterrichten.
Leonore ist über die Heimlichtuerei ihrer Schwiegertochter zwar nicht erfreut, aber wiederum von ihrer Zielstrebigkeit nach Perfektion ihrer Rede durchaus angetan.
Mittlerweile sind nur noch fünf Tage Zeit bis zur Ankunft der Delegation. Anton arbeitet nun ununterbrochen an der Rathausuhr und Katrin muss sich wohl oder übel weiter mit Hobbs treffen, weil Leonore das nun fordert. Hobbs möchte um Katrin kämpfen, weil er spürt, dass sie nicht wirklich glücklich ist. Ein wenig hat er wohl recht damit, denn sie weiß überhaupt nicht mehr, was sie eigentlich will: das etwas langweilige, aber geordnete Leben mit Anton, oder das chaotische und sprunghafte Dasein von Hobbs. Mitten in diesem Gewissenskonflikt wird nun auch noch von Antons älterem Bruder Lothar und seiner Frau der Seitensprung aufgedeckt. Leonore ist drauf und dran Katrin aus der Familie zu verstoßen. In ihrer Not flieht Katrin zu Hobbs, der ihren seelischen Konflikt nicht länger mit ansehen kann und ihren Mann anruft. Der erscheint in Verstärkung mit Dr. Leuwerik, der in solchen Notsituationen der Familie immer zur Seite stand. Anton erkämpft sich Katrin mit einem Fausthieb gegen Hobbs zurück, was ihr sehr imponiert und sie umgehend mit Anton zurück zur Firma fährt. Dort kommen sie gerade noch rechtzeitig zum Eintreffen der Delegation. Katrin hält ihre Rede und die Kuckucksuhr läuft, dank Anton, wieder problemlos. Lediglich beim Justieren des Rufes hat Anton wohl einen Fehler gemacht, denn gerade als Leonore das Verbandssiegel, aus Einsicht dieses eigentlich nicht mehr zu benötigen, an den Vorsitzenden zurückgibt, kräht (!) der Kuckuck plötzlich vom Turm und alle müssen lachen.

## Kritiken
„Was könnte man mit diesen Schauspielern nicht alles erzählen!?“ fragte sich Rainer Tittelbach von tittelbach.tv und schrieb weiter: „Stattdessen gibt eine schiefe Komödien-Wendung die nächste. Nicht nur einige Figuren, sondern auch das Drehbuch tickt nicht richtig. Alles wirkt nur ausgedacht. In dieser Handlung gibt es keine Klarheit, nur die Hoffnung, dass man mit einem Hauch von ‚Amélie‘, mit etwas Romantik, ein paar halbherzigen Sinn-des-Lebens-Einwürfen und mit etwas typisch deutscher Klamotte den Fernsehzuschauer gewinnen könne. Zum Kuckuck mit der deutschen Komödie!“
Julian Miller von Quotenmeter.de „wird schnell klar, nach welchen Regeln dieses Drehbuch zusammengeschludert wurde. Dramaturgisches Gespür scheint nebensächlich zu sein, sinnvolle Spannungsbögen wurden wohl für unnötig befunden. Es geht ums Schicksal, ums Fühlen, ums Verwirrtsein. Dass die Geschichte, die man zu erzählen versucht, aber von vornherein völlig unlogisch ist und keinerlei Sinn ergibt, scheint bei der Degeto niemanden interessiert zu haben.“
Neue Osnabrücker Zeitung schrieb: „Die namhafte Darstellerriege [...] bekommt genug zu spielen. Nur versteht der Zuschauer die Figuren vor lauter Falschtickerei irgendwann nicht mehr. Und dann droht die Frage aller Fernsehfragen: Warum ausgerechnet dieser Film? Die entwaffnendste Antwort darauf wäre: Einfach nur so, zur Unterhaltung. Doch dafür gibt es in diesem Wolkenkuckucksheim schlicht zu wenig zu lachen und zu weinen. Es ist keine Komödie, kein Liebesdrama, sondern irgendetwas Halbgares dazwischen. Wie im Innern einer Kuckucksuhr müssen eben auch im Film selbst die besten Einzelteile schlüssig ineinandergreifen.“
Einen positiven Eindruck hatte dagegen das Lexikon des internationalen Films. Es bewertete den Film als „Turbulente (Fernseh-)Familienkomödie um Eifersüchteleien und Missgunst, getragen von Sympathie für ihre Protagonisten und deren menschliche Schwächen.“
Ähnlich urteilte Tilmann P. Gangloff für Kino.de und bewertete den Film als ein: „Mit leichter Hand inszeniertes und geschickt als Komödie kaschiertes Drama, in dem die Melancholie nie Überhand nimmt.“ „Gies erzählt die vielschichtige Handlung mit viel Freude an den Figuren, die teilweise durchaus skurrile Züge tragen, aber dennoch liebenswert sind.“ „Die durchaus vorhandenen nachdenklichen Seiten sind so geschickt integriert, dass die Geschichte nie melancholisch wird, zumal die Ereignisse nach dem Prolog so richtig ins Rollen kommen.“

## Hintergrund
Der Film wurde vom 28. September bis 28. Oktober 2010 unter dem Arbeitstitel Frau Dobisch tickt nicht mehr richtig in Hamburg und Umgebung gedreht. Seine Erstausstrahlung hatte er am 3. Februar 2012 in der ARD. Dabei wurde er von 3,21 Mio. Zuschauern gesehen, was einem Marktanteil von etwa 9,4 Prozent entsprach.